# ジメチルポリシロキサン
ジメチルポリシロキサン（dimethylpolysiloxane）は、シリコーンの一種。ポリジメチルシロキサン（PDMS）やジメチコン（Dimeticone、Dimethicone）とも呼ばれる。
特に工学的利用の場合、PDMSと呼ばれることが多い。
透明で、不活性、非毒性、不燃性であり、表面張力を低下させる特異なレオロジー（流動）特性を持つ。
その用途は、コンタクトレンズや医療機器、シャンプー（髪にツヤと滑りを与えるため）、食品（消泡剤）、コーキング、潤滑剤、耐熱タイルなど多岐にわたる。

## 生成方法
化学式はCH3[Si(CH3)2O]nSi(CH3)3で表され、nは括弧内の繰り返し構造の数を表す。
合成時はジメチルジクロロシランから反応を開始する。
{\displaystyle n{\ce {Si(CH3)2Cl2}}+(n+1){\ce {H2O->HO[-Si(CH3)2O-]_{\mathit {n}}H}}+2n{\ce {HCl}}}
重合反応では塩酸が発生する。
医療用や家庭用には、シラン前駆体の塩素原子を酢酸基に置換したプロセスが開発された。重合により生成されるのは塩酸よりも反応性の低い酢酸になるが、硬化は遅くなる。
このアセテートは、シリコンコーキングや接着剤などの消費者向けアプリケーションに使用されている。

## 機械的特性
PDMSはほとんどの場合、架橋剤を用いて硬化させて使用する。
このとき粘弾性があり、流動時間が長い（または温度が高い）場合には、蜂蜜のように粘性のある液体のような挙動をとる。一方、流動時間が短い（または温度が低い）場合は、弾力のあるゴムのような挙動となる。
粘弾性とは、非結晶性ポリマーによく見られる非線形弾性のひとつである。PDMSの応力-歪み曲線の荷重と除荷は一致せず、歪みの程度に応じて応力の大きさが変化し、歪みを大きくすると剛性が高くなる。
荷重を取り除くと、ひずみは時間をかけて回復する。この時間に依存した弾性変形は、ポリマーの長鎖化に起因する。
PDMSを架橋せずに使う場合は荷重に対して塑性変形する。 
PDMSを長時間かけて硬化させると、表面を覆うように流動し、表面の微細な凹凸までも転写するように成形される。
PDMSの機械的特性は，硬化前に調整でき、容易に所望の特性を得られる。
これにより，PDMSは様々なマイクロ流体デバイス（Micro-TAS/Lab-on-a-chip）やMEMSに容易に組み込むことができる優れた基板となる。
PDMSの粘弾性特性をより正確に測定するには，動的粘弾性測定（DMA）を用いる。これにより温度、流量、変形に対する材料の流動特性を測定する。
PDMSは化学的に安定しているため、この種の実験の校正用流体としてもよく使用される。
PDMSのせん断弾性率は、調製条件によって変化し、100kPaから3MPaで幅広い値を取る。損失正接は非常に小さい（tanδ≪0.001≫）。

## 化学的特性
PDMSは疎水性である。プラズマ酸化処理（大気圧エアプラズマやアルゴンプラズマ）により表面改質できシラノール（SiOH）基を付与できる。これによりPDMS表面が親水性になる。
酸化された表面は、トリクロロシランとの反応によってさらに官能化することができる。ただし一定時間が経過すると，表面の疎水性は30分程度で自然と回復する。
また長期的な親水性を得ようとする場合，親水性ポリマーのグラフト化，表面のナノ構造化，埋め込み型界面活性剤による動的表面改質などの技術を利用する。
PDMSは水やアルコール系に対しては安定であるが、有機溶媒はPDMSを膨潤させるものとしないものがある。

## 医薬品
ヒトの消化管では代謝・吸収されず、未変化体のまま便と共に排出される。製品としてはガスコン（キッセイ薬品工業）が代表的である。後発医薬品としては、バルギン、バロス、バリトゲン消泡内用液などがある。服用しやすいようにフレーバー（バリトゲン消泡内用液）をつけるなど、製剤としては各社各様に工夫をしている。

### 効能・効果
- 胃腸管内のガスに起因する腹部症状の改善。
- 胃内視鏡検査時における胃内有泡性粘液の除去。
- 腹部X線検査時における腸内ガスの駆除。

## 工学
電子工学の分野では、ジメチルポリシロキサンからなるスタンプを版として用い、有機材料の転写が試みられている(PDMS stamp)。特に、フレキシブル基板上への有機半導体や導電性高分子等のパターン形成技術は、印刷技術を活用した半導体プロセスの確立につながっている。

## 食品業界
油の飛び跳ね防止のための消泡剤として油に添加する場合がある。 チキンナゲットやハッシュポテトなどの揚げ物そのものに添加することもある。